# Odbojkaški klub Crvena zvezda
L'Odbojkaški klub Crvena zvezda, anche nota come Stella Rossa, è una società pallavolistica maschile serba con sede a Belgrado: milita nel campionato di Superliga.

## Storia
L'Odbojkaški klub Crvena zvezda viene fondata nel 1945 come sezione di pallavolo maschile della polisportiva Sportsko Društvo Crvena zvezda. Un anno dopo la squadra è ammessa al campionato jugoslavo, dove si qualifica alla fase finale, terminando in quinta posizione. Già nel 1950, dopo aver scongiurato una possibile chiusura, il club diventa indipendente rispetto alla polisportiva.
Il primo titolo del club arriva nella stagione 1951, con la vittoria dello scudetto jugoslavo. Altri tre campionati arrivano nel corso degli anni cinquanta, mentre nel 1959 la Stella Rossa si aggiudica per la prima volta la Coppa di Jugoslavia. Dopo un periodo incolore a livello di risultati, nel corso degli anni settanta il club torna alla ribalta grazie alla conquista di altre tre coppe nazionali, per poi eclissarsi nuovamente nel decennio successivo.
Conquistata la quinta Coppa di Jugoslavia nel 1991, con la dissoluzione della Repubblica Socialista Federale di Jugoslavia del nuovo campionato jugoslavo, vincendo nel corso degli anni novanta per ben tre volte la nuova coppa nazionale; i buoni risultati in campo nazionale, permettono inoltre al club di prendere parte alle coppe europee, dove partecipa con alterne fortune, senza però qualificarsi alle fasi finali di alcun torneo. Nella stagione 2002-03 arriva la conquista dell'ultimo scudetto jugoslavo.
In seguito alla scissione tra la Serbia ed il Montenegro nel 2006 la Stella Rossa entra a far parte della nuova Superliga serba, che si aggiudica per la prima volta nella stagione 2007-08. Nella stagione successiva si aggiudica la prima Coppa di Serbia della propria storia e partecipa inoltre per la prima volta alla massima competizione europea, la Champions League.
Dopo aver vinto la Coppa di Serbia 2010-11, a partire dal campionato 2011-12 il club si aggiudica cinque Supercoppe serbe, cinque scudetti e tre Coppe di Serbia.

## Rosa 2018-2019
| N° | Nome                 | Ruolo | Data di nascita   | Nazionalità sportiva |
| -- | -------------------- | ----- | ----------------- | -------------------- |
| 1  | Nikola Meljanac      | C     | 15 gennaio 1999   | Serbia               |
| 2  | Predrag Jevtić       | L     | 15 novembre 1993  | Serbia               |
| 3  | Vlado Petković       | P     | 6 gennaio 1983    | Serbia               |
| 4  | Vukašin Đurđević     | S     | 27 gennaio 1997   | Serbia               |
| 5  | Luka Tadić           | S     | 10 ottobre 2000   | Serbia               |
| 8  | Nemanja Mašulović    | C     | 5 ottobre 1995    | Serbia               |
| 9  | Nikola Petrović      | P     | 7 dicembre 1994   | Serbia               |
| 10 | Milutin Nejić        | S     | 10 gennaio 1996   | Serbia               |
| 11 | Marko Sinđelić       | C     | 23 settembre 1995 | Serbia               |
| 13 | Nikola Jovanović     | C     | 16 giugno 1992    | Serbia               |
| 14 | Lazar Dodić          | O     | 3 gennaio 1995    | Serbia               |
| 15 | Nikola Pavlović      | C     | 28 marzo 1996     | Serbia               |
| 17 | Aleksandar Andonović | S     | 31 gennaio 1997   | Serbia               |
| 18 | Danilo Pavlović      | S     | 23 aprile 1997    | Serbia               |

## Palmarès
- Campionato jugoslavo: 5

1951, 1954, 1956, 1957, 1973-74
- Campionato serbo-montenegrino: 1

2002-03
- Campionato serbo: 6

2007-08, 2011-12, 2012-13, 2013-14, 2014-15, 2015-16
- Coppa di Jugoslavia: 5

1959-60, 1972, 1973, 1975, 1991
- Coppa di Serbia e Montenegro: 3

1993, 1997, 1999
- Coppa di Serbia: 6

2008-09, 2010-11, 2012-13, 2013-14, 2015-16, 2018-19
- Supercoppa serba: 5

2011, 2012, 2013, 2014, 2016